# Елена Шеманкова
Елена „Лана“ Виталиевна Шеманкова е пианистка, клавиристка, акордеонистка на групите „Недосегаемите“ и „Червените Елвиси“, а също така участва в записа на солови произведения на Гарик Сукачов. Свири в стилове: джаз, рок, рокендрол, нео-суинг, рокабили и популярна музика.

## Биография
Елена е родена на 21 януари 1962 г. Москва, в семейството на поп-джаз музиканти Виталий Шеманков (алт и сопрано саксофонист, флейтист, импровизатор и ръководител на ансамбли от 60-70-те години) и Наталия Шеманкова (солист на ВИА „Пеещи сърца“, ВИА „Сини китари“, музикален редактор „Първи канал“, създател и водещ на музикалната програма „Златен хит“).
Елена завършва с отличие Държавния музикален колеж за естрадно и джаз изкуство на името на Гнесините (Москва), а също и с отличие Московския държавен университет за култура и изкуства (катедра поп и джаз) в класа по пиано, лауреат на джаз фестивали в Русия и Европа. По време на обучението си тя създава джаз квартет (състоящ се от Елена Шеманкова, Николай Мирошник, Михаил Прокушенков, Илдар Абдрашитов), който успешно се изявява в концертни зали в Москва, изпълнявайки оригинални композиции на Елена.
През 2005 г. организира ретро групата „Черно-бяло кино“ и е автор на текстовете.
Шеманкова свири в Red Elvises, американска рок група, произхождаща от СССР, основана през 1995 г. в Калифорния. 2006 г. е повратна точка за Елена – тя е поканена да свири на клавишни и акордеон в групата Red Elvises. От 2006 до 2010 г. Елена изнася повече от триста концерта на световно турне (Северна Америка, Европа, ОНД) като част от Red Elvises, включително фестивалите Manor Jazz в Архангелское, Creation of the World в Перм и Musikfest във Витлеем. Елена донася своя музикален и артистичен стремеж към „Червените Елвиси“, който жъне успех сред феновете от двете страни на океана. През 2008 г. групата участва в записа на албума Drinking With Jesus, заедно с вокалиста на групата King и Jester Михаил Горшенев.

## С Гарик Сукачов
От 2010 г. тя става член на групата „Недосегаемите“. Изпълнява музиката си под псевдонима Лана Шеманкова. Като част от „Untouchables“ тя свири на фестивалите Invasion 2011, 2012, Creation of the World 2011, Legends of Russian Rock 2012, RED ROCKS TOUR 2012 (Лондон, Набережние Челни, Ростов на Дон), Ден на независимостта на Русия 2010, 2011. Участва в заснемането на телевизионни програми: Домейн републики (Г. Сукачев, В. Висоцки), Собствена писта, Две звезди, Вечерен Ургант, Жилищната сграда на Маргулис. В края на 2013 г. групата „Недосегаемите“ престава да съществува. От 2014 до 2017 г. Елена свири в оркестъра на Гарик Сукачов „Campanella Stone Star Orchestra“ и Brigade S.
В края на 2014 г. НАШЕ радио започна да излъчва песента на Гарик Сукачов, изпълнена от Лана, наречена „Бойци“.

## Солова кариера
През 2013 г. излиза сингълът на Елена „Искам!“, който включва следните композиции: „Искам!“, „Плен на спомени“, „Не ме интересува коя е тя“, „Утре“.
| Заглавие       | Лейбъл           | От   |
| -------------- | ---------------- | ---- |
| Гаrарuн летuт! | Portvein Records | 2009 |
| Za! Aблakaмu   | Portvein Records | 2011 |

## Дискография
| Група                              | Заглавие            | Лейбъл                | От   |
| ---------------------------------- | ------------------- | --------------------- | ---- |
| Red Elvises                        | Live In Moscow      | Shooba-Doobah Records | 2007 |
| Red Elvises                        | Drinking With Jesus | Shooba-Doobah Records | 2009 |
| Igor & Red Elvises                 | Live In Montana     | Shooba-Doobah Records | 2012 |
| Гарик Сукачев и Неприкасаемые      | Внезапный Будильник | Navigator Records     | 2013 |
| Гарик Сукачев                      | Мой Высоцкий        | Navigator Records     | 2014 |
| The City In My Dream Acoustic Rain | Waiting For...      | ArtBeat Music         | 2019 |